# Sociologie de la médecine
Ne doit pas être confondu avec Sociologie de la santé.
La sociologie de la médecine est la branche de la sociologie qui étudie la médecine ainsi que les pratiques et représentations des médecins et de leurs patients. Née dans les années 1950, cette sous-discipline s'intéresse en particulier aux institutions médicales, c'est-à-dire tout d'abord les hôpitaux, les cabinets médicaux, mais aussi l'école, la famille, dans leur rôle médical. Ainsi, la sociologie de la médecine s'interroge sur la production de normes et pratiques, d'un savoir et de méthodes, proprement médicaux, et sur la place qu'ils ont dans la société, quand la sociologie de la santé s'intéresse aux relations entre les pratiques sociales et la santé des individus.
La sociologie de la médecine naît dans les années 1950 sous l'impulsion des fonctionnalistes, comme Talcott Parsons. L'école interactionniste (Howard Becker, Everett Hughes, Erving Goffman...) va s'intéresser plus particulièrement aux hôpitaux comme objets d'étude, avec des enquêtes novatrices sur les médecins, leurs formations, leurs relations avec les patients, etc. Des spécialistes comme Anselm Strauss ont consacré l'entièreté de leur carrière de recherche à la sociologie de la médecine.